# Rosendo Montaner Roig
Rosendo Montaner Roig (1881 - Esplugas de Llobregat, 26 de septiembre de 1969) fue un político español, alcalde del municipio de Espluguas de Llobregat desde enero de 1934 hasta febrero de 1936.

## Biografía
Rosend Montanere accedió a la alcaldía en enero de 1934 y, durante su mandato, se urbanizaron algunas calles, se proyectó un mercado y una escuela en el barrio de La Plana. Sin embargo, la inestabilidad del contexto político impidió su ejecución.